# Ланча Аурелия
Ланча Аурелия (на италиански: Lancia Aurelia) е италиански автомобил, представен от италианския производител Ланча в началото на 50-те години на 20 век.

## История
Моделът използва подобрена техническа база на предшественика си Ланча Априлия. За разлика от предшественика си обаче този автомобил има подобрени технически решения в мостовете и съотношението на теглото. В купето има редица подобрения. Освен по-високия комфорт клиентите на автомобила притежават обновено и по-качествено табло за управление. Кормилната уредба и електрическите системи са на значително по-високо ниво и колата е един от еталоните по качество на Апенините и в Европа. Кодовото име на автомобила е Типо 853.
Синът на Винченцо Ланча – Джани Ланча, който е и един от основните ръководители на проекта, залага много и на спортните качества на автомобила. Благодарение на този факт моделът се сдобива и с купе версия. Ръководител на техническия отдел за модела е Джузепе Вакарино. Моделът има за цел да се намеси на сегмента на средните функционални седани. Главните му конкуренти са Фиат 1100 и Форд. Освен в Европа и Северна Америка моделът е експортиран и носи славата на марката на нови висини.

## Дизайн
Той е дело на италианския дизайнер Виторио Яно. Моделът и има различни преработки от италиански компании, като Пининфарина.

## Ланча Аурелия Б10
Първата серия от този модел.

## Ланча Аурелия Б12
Производството започва през 1952 г. Моделът получава като Б10 6-цилиндров бензинов двигател. В сравнение с Б10, предните габарити на модела са леко изправени под по-изправен ъгъл.

## Ланча Аурелия Б15
Кабриолетът става много популярен и участва в редица състезания. Б15 още радва широката аудитория на срещите на олдтаймерите (класически автомобили).

## Ланча Аурелия Б20
Може би това е първото купе на Ланча с четири места. Моделът използва техника от Б10. Освен от този модел се използват и технически решения както при състезателния автомобил Ланчия Д50, участвал във Формула 1.

## Специални серии
- Ланча Аурелия Вигнале купе
- Ланча Аурелия Пининфарина Б50

## Телевизионни изяви
В трите си версии автомобила се появява в различни телевизионни продукции. Кабриолетът Ланча Б15 участва в американското предаване Гаражън на Джей Лено. Специалистът оценява високо качеството, иновативността и дизайна на автомобила. Подчертава индивидуалността и класата на Ланча.

## Производство
Между 1950 и 1958 г. са произведени общо 18 200 автомобила.